# Liệu pháp nhận thức
Liệu pháp nhận thức hay trị liệu nhận thức (Cognitive Therapy) là một loại tâm lý trị liệu được phát triển bởi bác sĩ tâm thần người Mỹ Aaron T. Beck. CT là một trong những phương pháp trị liệu trong nhóm lớn hơn các liệu pháp hành vi nhận thức (CBT) và lần đầu tiên được Beck trình bày vào những năm 1960. Trị liệu nhận thức dựa trên mô hình nhận thức, trong đó nêu rõ rằng suy nghĩ, cảm xúc và hành vi đều được kết nối và các cá nhân có thể tiến tới vượt qua khó khăn và đáp ứng mục tiêu của họ bằng cách xác định và thay đổi suy nghĩ không có ích hoặc không chính xác, hành vi có vấn đề và phản ứng cảm xúc đau khổ. Điều này liên quan đến việc cá nhân hợp tác với nhà trị liệu để phát triển các kỹ năng kiểm tra và sửa đổi niềm tin, xác định suy nghĩ lệch lạc, liên quan đến người khác theo những cách khác nhau và thay đổi hành vi. Một khái niệm trường hợp nhận thức phù hợp được nhà trị liệu nhận thức phát triển như một lộ trình để hiểu thực tế bên trong của cá nhân, chọn các biện pháp can thiệp phù hợp và xác định các khu vực căng thẳng.

## Lịch sử
Trở nên vỡ mộng với cách tiếp cận dài hạn tâm động học dựa vào việc đạt cái nhìn sâu sắc vào những cảm xúc vô thức và ổ đĩa, Beck đi đến kết luận rằng cách thức trong đó bệnh nhân của mình nhận thức, giải thích và gán ý nghĩa trong cuộc sống hàng ngày của họ-một quá trình khoa học được gọi là nhận thức - là một chìa khóa để trị liệu. Albert Ellis đã thực hiện những ý tưởng tương tự từ những năm 1950 (Ellis, 1956). Đầu tiên, ông gọi phương pháp trị liệu Rational (RT), sau đó là Liệu pháp cảm xúc hợp lý (RET) và sau đó là Liệu pháp hành vi cảm xúc hợp lý (REBT).
Beck vạch ra cách tiếp cận của mình trong cuốn Trầm cảm: Nguyên nhân và Điều trị năm 1967. Sau đó, ông mở rộng sự tập trung của mình để bao gồm các rối loạn lo âu, trong Trị liệu nhận thức và Rối loạn cảm xúc vào năm 1976, và các rối loạn và vấn đề khác. Ông cũng giới thiệu một trọng tâm về "lược đồ" cơ bản, các cách thức cơ bản cơ bản trong đó mọi người xử lý thông tin về bản thân, thế giới hoặc tương lai.
Cách tiếp cận nhận thức mới đã mâu thuẫn với chủ nghĩa hành vi lên ngôi vào thời điểm đó, phủ nhận rằng việc nói về nguyên nhân tinh thần là khoa học hoặc có ý nghĩa, thay vì chỉ đơn giản là đánh giá các kích thích và phản ứng hành vi. Tuy nhiên, những năm 1970 chứng kiến một "cuộc cách mạng nhận thức" chung về tâm lý học. Các kỹ thuật sửa đổi hành vi và kỹ thuật trị liệu nhận thức đã kết hợp với nhau, tạo ra liệu pháp hành vi nhận thức. Mặc dù liệu pháp nhận thức luôn bao gồm một số thành phần hành vi, những người ủng hộ phương pháp đặc biệt của Beck tìm cách duy trì và thiết lập tính toàn vẹn của nó như một hình thức trị liệu hành vi nhận thức được tiêu chuẩn hóa rõ ràng, trong đó sự thay đổi nhận thức là cơ chế chính của sự thay đổi.
Tiền thân của các khía cạnh cơ bản nhất định của trị liệu nhận thức đã được xác định trong các truyền thống triết học cổ đại khác nhau, đặc biệt là chủ nghĩa khắc kỷ. Ví dụ, hướng dẫn điều trị ban đầu của Beck cho các trạng thái trầm cảm, "Nguồn gốc triết học của liệu pháp nhận thức có thể được truy nguyên từ các nhà triết học theo chủ nghĩa khắc kỷ".
Khi trị liệu nhận thức tiếp tục phát triển phổ biến, Học viện trị liệu nhận thức, một tổ chức phi lợi nhuận, được thành lập để công nhận các nhà trị liệu nhận thức, tạo ra một diễn đàn để các thành viên chia sẻ nghiên cứu và can thiệp mới nổi, và giáo dục người tiêu dùng về liệu pháp nhận thức và tâm thần liên quan các vấn đề sức khỏe.